# België op het Eurovisiesongfestival 2024

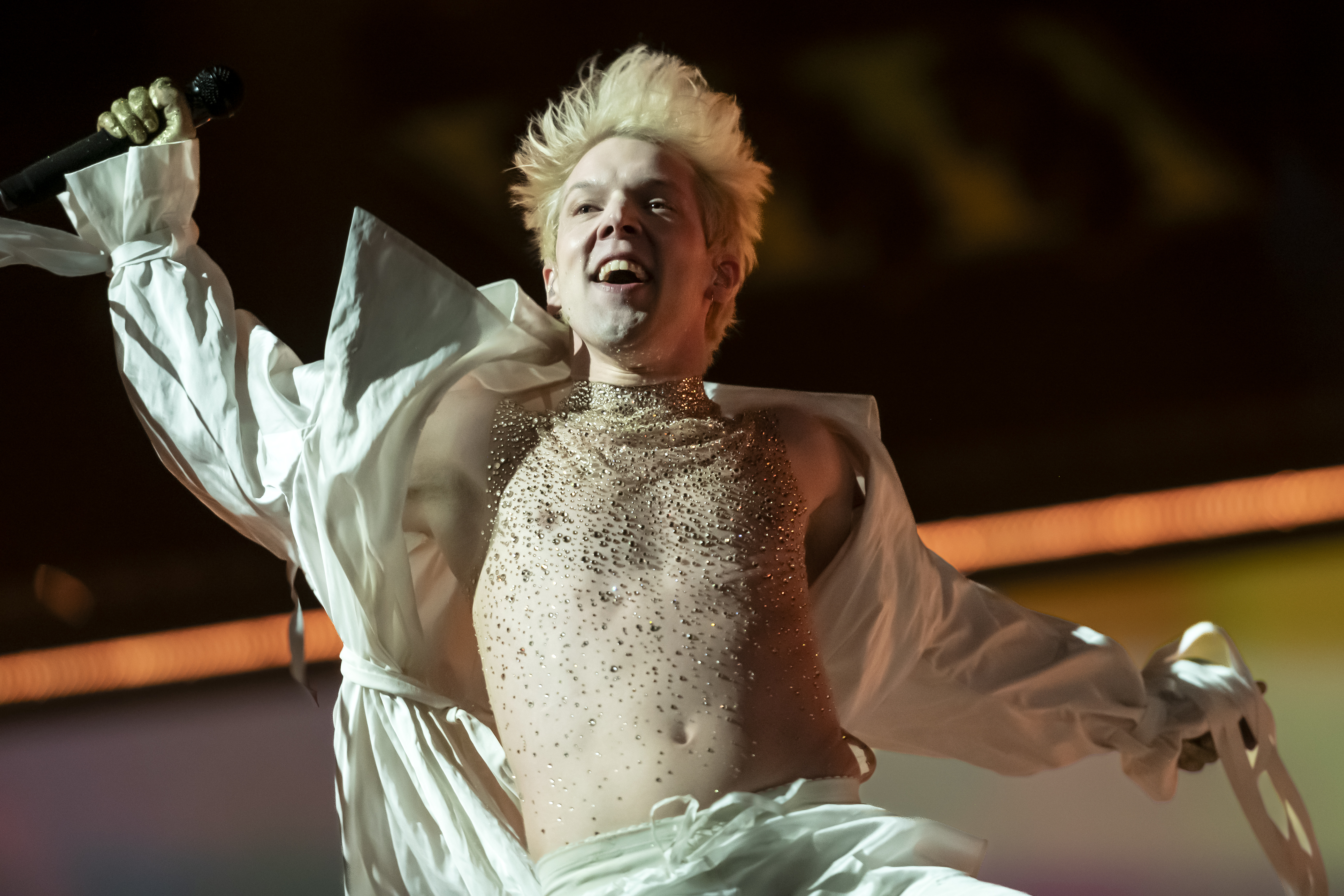
Mustii in de halve finale in Malmö.

België nam deel aan het Eurovisiesongfestival 2024 in Malmö, Zweden. Het was de 65ste deelname van het land aan het Eurovisiesongfestival. De RTBF was verantwoordelijk voor de Belgische bijdrage voor de editie van 2024.

## Selectieprocedure
Op 30 augustus 2023 maakte de RTBF bekend dat het Mustii intern had gekozen om België te vertegenwoordigen op de 68ste editie van het Eurovisiesongfestival. België was daarmee het eerste land dat zijn deelnemer voor het komende Eurovisiesongfestival presenteerde aan het grote publiek. Het nummer waarmee Mustii naar Zweden zou afzakken, werd op 20 februari 2024 voorgesteld aan het grote publiek. Het kreeg als titel Before the party's over.

## In Malmö
België trad aan in de tweede halve finale, op donderdag 9 mei 2024. Mustii is als twaalfde van zestien acts aan de beurt, net na Noetsa Boezaladze uit Georgië en gevolgd door 5miinust & Puuluup uit Estland. Mustii kon het publiek onvoldoende overtuigen en wist zich niet te kwalificeren voor de grote finale. Na afloop van het festival zou blijken dat België op de dertiende plek was geëindigd, met 18 punten.

#### Punten gegeven door België
In het vet de winnaar van de (halve) finale. In de vakjury voor de finale zaten Olivier Biron, Antoine Decocq, Fanny Gillard, Alice Van Eesbeeck, Aurel Zola Kiese
| 2e halve finale | 2e halve finale |
| Score           | Televoting      |
| --------------- | --------------- |
| 12 punten       | Nederland       |
| 10 punten       | Israël          |
| 8 punten        | Griekenland     |
| 7 punten        | Zwitserland     |
| 6 punten        | Armenië         |
| 5 punten        | Letland         |
| 4 punten        | Estland         |
| 3 punten        | Noorwegen       |
| 2 punten        | Georgië         |
| 1 punten        | Oostenrijk      |

| Finale    | Finale      | Finale              |
| Score     | Televoting  | Jury                |
| --------- | ----------- | ------------------- |
| 12 punten | Israël      | Frankrijk           |
| 10 punten | Frankrijk   | Zwitserland         |
| 8 punten  | Kroatië     | Duitsland           |
| 7 punten  | Oekraïne    | Italië              |
| 6 punten  | Zwitserland | Verenigd Koninkrijk |
| 5 punten  | Armenië     | Israël              |
| 4 punten  | Griekenland | Ierland             |
| 3 punten  | Italië      | Zweden              |
| 2 punten  | Ierland     | Portugal            |
| 1 punten  | Luxemburg   | Oekraïne            |

1956 · 1957 · 1958 · 1959 · 1960 · 1961 · 1962 · 1963 · 1964 · 1965 · 1966 · 1967 · 1968 · 1969 · 1970 · 1971 · 1972 · 1973 · 1974· 1975 · 1976 · 1977 · 1978 · 1979 · 1980 · 1981 · 1982 · 1983 · 1984 · 1985 · 1986 · 1987 · 1988 · 1989 · 1990 · 1991 · 1992 · 1993 · 1994 · 1995 · 1996 · 1997 · 1998 · 1999 · 2000 · 2001 · 2002 · 2003 · 2004 · 2005 · 2006 · 2007 · 2008 · 2009 · 2010 · 2011 · 2012 · 2013 · 2014 · 2015 · 2016 · 2017 · 2018 · 2019 · 2020 · 2021 · 2022 · 2023 · 2024 · 2025
Albanië · Armenië · Australië · Azerbeidzjan · België · Cyprus · Denemarken · Duitsland · Estland · Finland · Frankrijk · Georgië · Griekenland · Ierland · IJsland · Israël · Italië · Kroatië · Letland · Litouwen · Luxemburg · Malta · Moldavië · Nederland · Noorwegen · Oekraïne · Oostenrijk · Polen · Portugal · San Marino · Servië · Slovenië · Spanje · Tsjechië · Verenigd Koninkrijk · Zweden · Zwitserland